# Bernd Hucke
Bernd Hucke (* 21. September 1952 in Witzenhausen) ist ein deutscher Jurist und war zuletzt Richter am Bundesgerichtshof.

## Werdegang
Hucke trat 1981 nach dem Abschluss seiner juristischen Ausbildung in den höheren Justizdienst des Landes Hessen ein. Dort war er zunächst als Richter bei dem Landgericht Frankfurt am Main tätig. 1990 folgte die Ernennung zum Richter am Oberlandesgericht Frankfurt am Main, wo er einem Zivilsenat zugewiesen wurde und zugleich mit Verwaltungssachen betraut war. 2002 wurde Hucke zum Vorsitzenden Richter am Oberlandesgericht Frankfurt am Main befördert.
Im April 2008 folgte schließlich die Ernennung zum Richter am Bundesgerichtshof. Hier wurde er dem unter anderem für das Amtshaftungsrecht, Auftrags- und Maklerrecht zuständigen III. Zivilsenat zugewiesen.
Er ging am 31. März 2018 in den Ruhestand.

## Nachweise
1. ↑  Handbuch der Justiz 2010/2011 S.  8
2. ↑  Pressemitteilung des Bundesgerichtshofs Nr. 63/2008 vom 2. April 2008
3. ↑  Richter-Wechsel beim BGH, beck-aktuell, 29. März 2018

| Personendaten    | Personendaten                                  |
| ---------------- | ---------------------------------------------- |
| NAME             | Hucke, Bernd                                   |
| KURZBESCHREIBUNG | deutscher Jurist, Richter am Bundesgerichtshof |
| GEBURTSDATUM     | 21. September 1952                             |
| GEBURTSORT       | Witzenhausen                                   |